# Antonio Martos
Antonio Martos Aguilar (Guadalcázar, Córdoba, 27 de noviembre de 1946) es un ciclista español ya retirado que fue profesional de 1970 a 1977.

## Palmarés
1970
- Vuelta a Asturias

1971
- Tres Días de Leganés

1973
- Clásica de Sabiñánigo
- 1 etapa de la Volta a Cataluña

1974
- Gran Premio Nuestra Señora de Oro
- Vuelta a Mallorca, más 1 etapa

1975
- Klasika Primavera

## Resultados en Grandes Vueltas y Campeonatos del Mundo
| Carrera         | 1970 | 1971 | 1972 | 1973 | 1974 | 1975 | 1976 | 1977 |
| --------------- | ---- | ---- | ---- | ---- | ---- | ---- | ---- | ---- |
| Giro de Italia  | -    | -    | -    | -    | -    | -    | -    | -    |
| Tour de Francia | -    | 13º  | -    | 15º  | 40.º | Ab.  | 25º  | -    |
| Vuelta a España | -    | 8º   | -    | -    | -    | -    | -    | -    |
| Mundial en Ruta | -    | -    | -    | -    | -    | -    | -    | -    |

-: no participa